# Lužná (Libá)
Lužná, früher Sorkov (deutsch Sorghof) ist eine Ansiedlung der Gemeinde Libá in Tschechien. Sie liegt drei Kilometer östlich von Libá im Okres Cheb.

## Geographie

### Geographische Lage
Lužná befindet sich in den nordöstlichen Ausläufern des Fichtelgebirges über dem Egerbecken. Gegen Osten und Süden erstreckt sich am Lauf der Bäche Slatinný potok und Lesní potok ein ausgedehntes Teichgebiet. Südöstlich liegt das Waldgebiet Luženský les (Kammerwald). Im Nordosten erhebt sich der Kozinec (551 m), südwestlich die Pastviny (511 m) und der Na Vršíčku (552 m).

### Ortsgliederung
Lužná bildet eine Grundsiedlungseinheit und den Katastralbezirk Lužná u Františkových Lázní der Gemeinde Libá. Sie umfasst die Einschichten Lužná (Sorghof) und Samota (Klausenhof).

### Nachbargemeinden
Nachbarorte sind Táborská und Drahov im Norden, Ostroh, Dvoreček und Antonínova Výšina im Nordosten, Horní Lomany, Dolní Lomany und Klest im Osten, Horní Rybárna, U Rybáka, Klest und Cetnov im Südosten, Bříza, Tůně und Pomezí nad Ohří im Süden, Samota im Südwesten, Hůrka und Libá im Westen sowie Podílná und Polná im Nordwesten.

## Geschichte
Die erste schriftliche Erwähnung des Klausenhofes erfolgte im Jahre 1306 im Zuge eines Zehntstreits zwischen dem Deutschritterorden und den Kreuzherren mit dem Roten Stern in Eger. Bis zum Jahre 1406 waren sowohl der Klausenhof als auch der Sorghof nach Markhausen gepfarrt, danach gehörten beide Höfe zur neu errichteten Pfarrei Liebenstein. Im Jahre 1785 war der Sorghof Teil des Gutes Vorderliebenstein, der Klausenhof gehörte zum Gut Hinterliebenstein.
Nach der Aufhebung der Patrimonialherrschaften gehörten der Klausenhof und der Sorghof ab 1850 zum Ortsteil Kammerdorf der Gemeinde Eichelberg im Bezirk und Gerichtsbezirk Eger. Der tschechische Ortsname Sorkov für den Sorghof wurde 1920 eingeführt. Im Jahre 1922 wurde der Ortsteil Kammerdorf aufgelöst; der größte Teil mit dem Kammerwald wurde der neuen Gemeinde Kropitz zugeordnet, lediglich der Klausenhof und der Sorghof verblieben bei Eichelberg. Nach dem Münchner Abkommen wurden beide Höfe 1938 dem Deutschen Reich zugeschlagen und gehörten bis 1945 zum Landkreis Eger. Nach dem Ende des Zweiten Weltkriegs kamen Sorkov und Klausenhof zur Tschechoslowakei zurück. Nach der Aufhebung der Gemeinde Dubina wurden beide Güter 1950 nach Libá eingemeindet. Sorkov wurde zu einem landwirtschaftlichen Großbetrieb ausgebaut und erhielt den neuen Namen Lužná. Der Klausenhof blieb ein Einzelgehöft, das als Samota bezeichnet wurde.